# Сободське водосховище
Собоське водосховище (нім. Stausee Soboth або нім. Soboth See, словен. Jezero Sobote) — являє собою штучну водойму в Австрії створену в 1990 році, коли земляна гребля на потоці Файстриц (нім. Feistritz, лівої притоки Драви) була створена для гідроелектростанції Коральпе.

## Опис
Штучне озеро розташоване в гірському хребті Коральпи, недалеко від села Зобот, поруч з дорогою, що з'єднує Лафамюнд і Ґрац, поруч з перевалом Зобот поблизу Словенсько-австрійського кордону.
Його висота складає близько 1080 м над рівнем моря. Його природний водозбірний басейн має площу 29,7 км². Резервуар довжиною близько 2 км і шириною до 500 м, має поверхню 0,8 км 2 і до 80 м глибиною.
Влітку озеро є популярним місцем для купання завдяки його чистій воді, більш прохолодному клімату через високу висоту і навколишнього природного оточення, яке складається з пагорбів, покритих ялиною.

## Електростанція Коральпи
Електростанція Коральпи була побудована в період з 1987 по 1991 рік, як пасивна електростанція. У період з 2009 по 2011 рік електростанція була розширена на насосну станцію. Станція потужністю 50 МВт розташована на березі річки Драва поблизу Лавамюнда, на висоті 339 м над рівнем моря. Воду направляють з резервуара до електростанції через 5-ти кілометровий тунель і 3-кілометровий трубопровід. Максимальна різниця висот трубопроводу становить 735,5 м.